# Quite Universal Circuit Simulator
Qucs, acronimo inglese di Quite Universal Circuit Simulator (Simulatore di circuiti proprio universale), è un software open source per la simulazione di circuiti elettronici distribuito con licenza GPL.
Offre la possibilità di disegnare un circuito con un'interfaccia grafica e simularne la risposta in frequenza ed il rumore. Supporta inoltre le simulazione mediante VHDL e/o Verilog.